# Arianna Caruso
Arianna Caruso, född den 6 november 1999 i Rom, är en italiensk fotbollsspelare.

## Karriär
Arianna Caruso inledde sin seniorkarriär i SSD Res Roma år 2014. 2017 värvades hon av Juventus FC varifrån hon 2025 lånades ut till FC Bayern München. Hon har även representerat det italienska damlandslaget där hon debuterade år 2019.